# Grönt lavfly
Grönt lavfly, Cryphia algae är en fjärilsart som beskrevs av Johan Christian Fabricius 1775. Grönt lavfly ingår i släktet Cryphia och familjen nattflyn, Noctuidae. Arten är reproducerande i Sverige. Inga underarter finns listade i Catalogue of Life.

## Bildgalleri

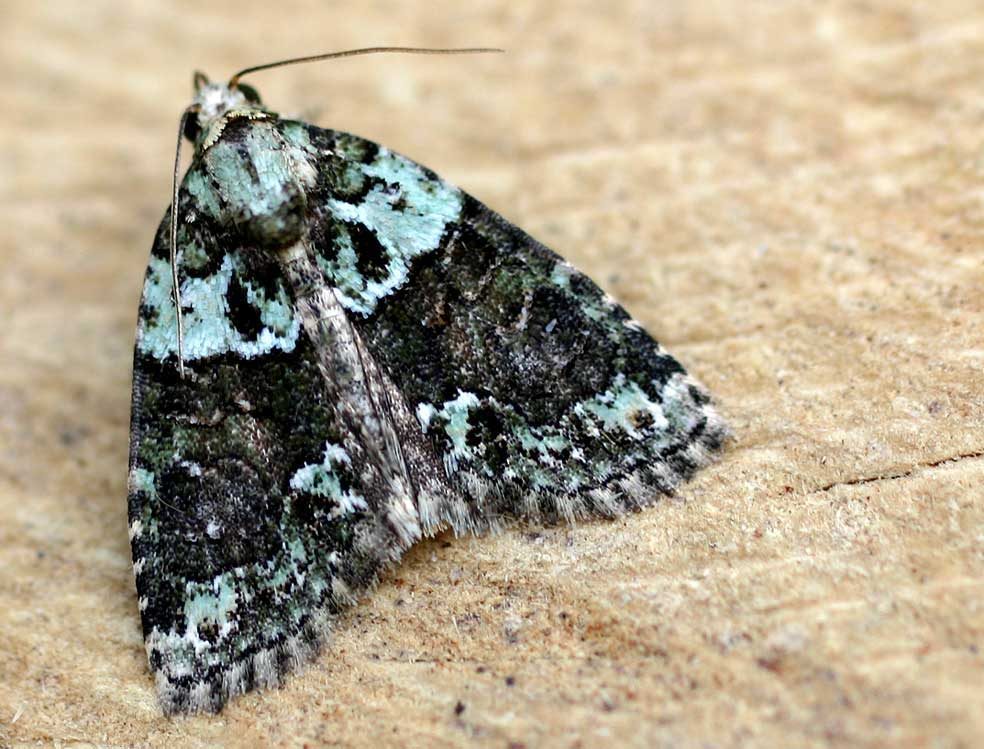
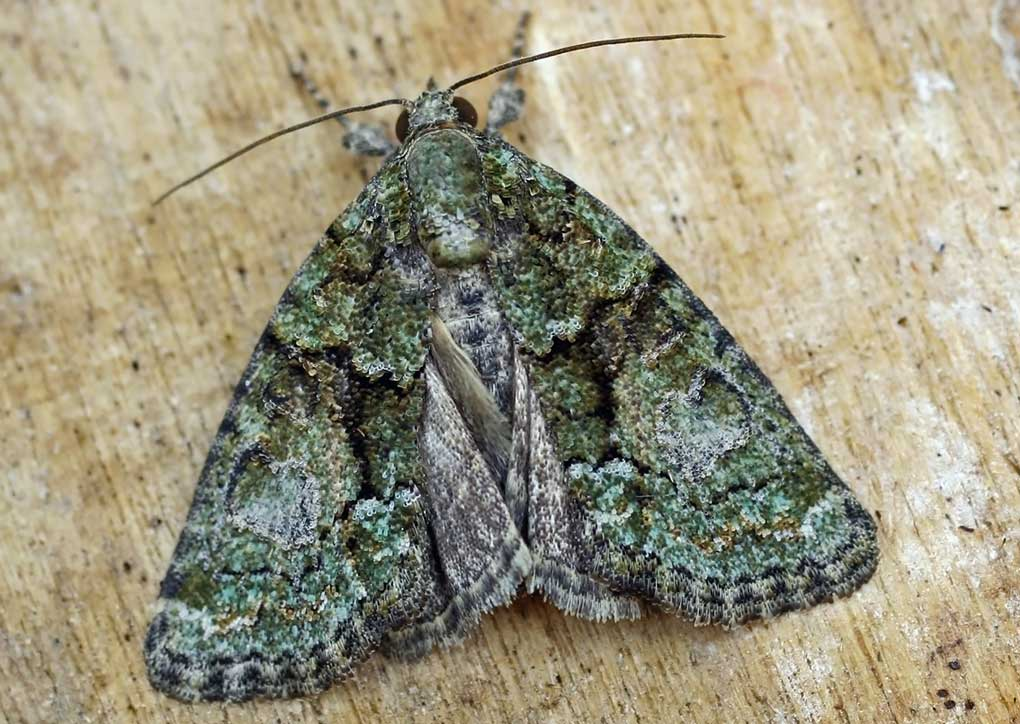
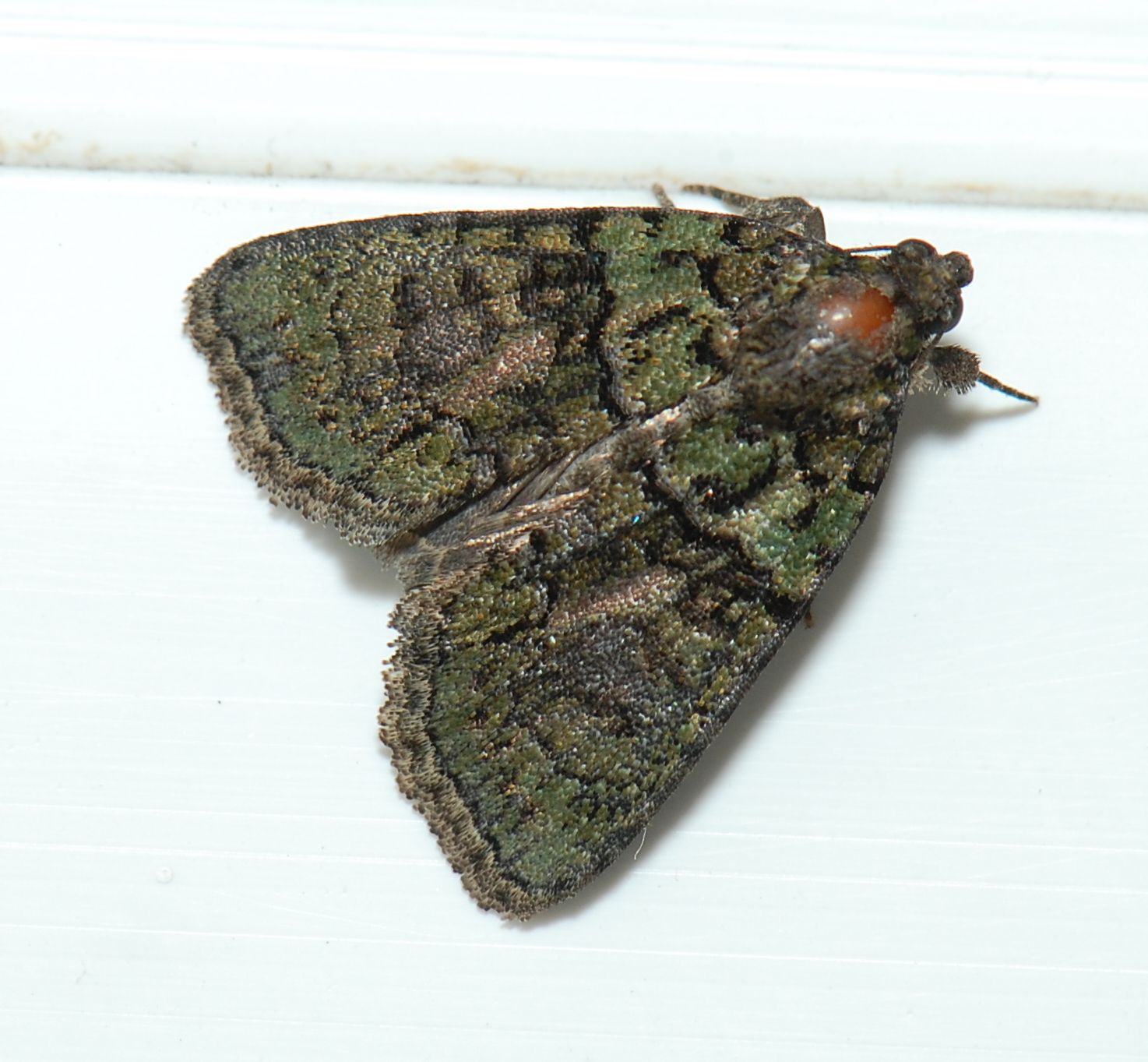